# 大慶 (王大叔)
大慶（だいけい）は清代に王大叔が自立し建てた私年号。1797年旧2月。

## 西暦・干支との対照表
| 大慶 | 元年    |
| 西暦 | 1797年  |
| 干支 | 丁巳    |
| 清   | 嘉慶2年 |